# Het Grote Gedoe 2: Angst en Walging
Het Grote Gedoe is het derde studioalbum van Faberyayo en het tweede album in samenwerking met Vic Crezée. De coverart is getekend door Piet Parra.

## Gastartiesten en producenten
Het Grote Gedoe 2: Angst & Walging is grotendeels geproduceerd door Vic Crezée en bevat gastbijdrages van onder andere Roscovitsch, Mr. Polska en Sef.

## Muziek

### Videoclips
Er verscheen een videoclip van het nummer Coupe Soleil ter promotie van het album.

### Singles
De nummers Vinkgor, Coupe Soleil en Laat Me Met Rust (Ik Ben Dronken) zijn verschenen als singles.

### Lijst van nummers
| Nr. | Titel                               | Lengte | Gastartiest           |
| --- | ----------------------------------- | ------ | --------------------- |
| 1   | Nacht                               | 1:48   |                       |
| 2   | Fniedan                             | 3:10   |                       |
| 3   | Kennedy                             | 3:22   | Roscovitsch           |
| 4   | Huis Tussen De Sterren              | 4:55   |                       |
| 5   | Vinkgor                             | 4:18   | Vic Crezée als rapper |
| 6   | Sniewaar                            | 3:38   |                       |
| 7   | De Ballade Van Ome Yayo             | 2:19   |                       |
| 8   | Aanstelbender                       | 1:58   |                       |
| 9   | De Setdresser                       | 5:22   | Bas Bron              |
| 10  | 2CBaby                              | 1:22   |                       |
| 11  | Laatste Meijer                      | 3:46   |                       |
| 12  | Sonate In D                         | 4:02   |                       |
| 13  | Seks Drugs Kleding & Centen (Remix) | 3:52   | Mr.Polska & Sef       |
| 14  | Diep In Het Notenwoud'              | 4:05   |                       |
| 15  | Coupe Soleil                        | 2:43   | Young Marco           |
| 16  | Feestjeinmehoofd                    | 1:24   |                       |
| 17  | Laat Me Met Rust (Ik Ben Dronken)   | 2:58   | Vic Crezée als rapper |
| 18  | Verdwijnen                          | 3:49   |                       |
| 19  | 2 Geile Klootzakken                 | 3:16   | Vic Crezée als rapper |

Het album was gratis in gelimiteerde opgave op cd verkrijgbaar tijdens de releaseparty op 19 september 2014 in PIP, Den Haag.
Het album is gratis legaal te downloaden op hetgrotegedoe.nl